# Осипцов, Владимир Нестерович
Влади́мир Не́стерович Осипцо́в (род. 1950, Шевченко — ум. 8 апреля 2008, Мариуполь) — вице-президент ОАО «Азовмаш». Депутат Донецкого областного совета 5 созыва.

## Биография

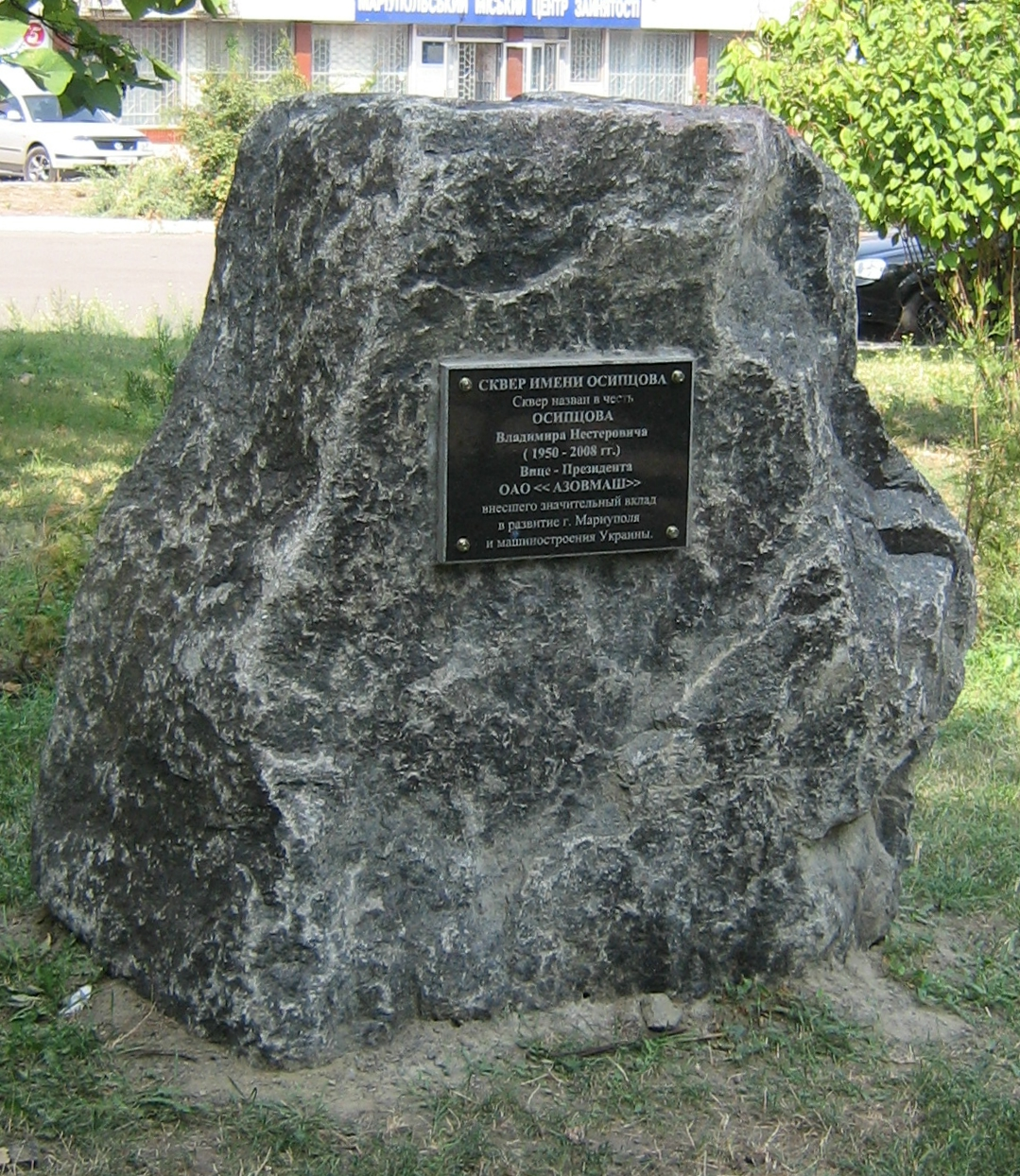
Памятный камень в сквере Осипцова

Родился в селе Шевченко Володарского района Донецкой области. С первых дней своей трудовой деятельности связал жизнь с «Азовмашем», проработав на предприятии 40 лет. Начав свой трудовой стаж рабочим, он вырос до старшего мастера участка, выпускающая автотопливозаправщики для гражданской и военной авиации не только бывшего СССР, но и Европы, Азии и Африки.
С 1992 года Владимир Нестерович Осипцов — директор по маркетингу ОАО «Азовобщемаш». С 2000 года он — первый вице-президент ОАО «Азовобщемаш» и одновременно работает до 2005 года первым заместителем генерального директора ОАО «МЗТМ».
В последние годы жизни Владимир Нестерович был Первым заместителем генерального директора — директором по корпоративным правам ОАО «Азовмаш», генеральным директором ЗАО «Украинская промышленно-транспортная компания» и ЗАО «Торговый дом Азовобщемаш», депутатом Донецкого областного совета.
С именем Владимира Нестерович Осипцова связанные активное участие в акционировании ОАО «Азовобщемаш» и ОАО «Азовмаш», успешное выполнение стратегии вывода предприятия из кризиса.
Умер 8 апреля 2008 года.

## Награды, память
Его заслуги перед Украиной оценены орденом «За заслуги» III степени и званием «Заслуженный машиностроитель Украины».
В Мариуполе в честь Владимира Осипцова назван сквер, где установлен памятный камень.
В 2008 году именем Владимира Осипцова был назван теплоход.